# Vilín měkký
Vilín měkký (Hamamelis mollis) je druh rostliny z čeledi vilínovité. Je to opadavý keř s jednoduchými střídavými listy se srdčitou bází. Žluté vonné květy s páskovitými korunními lístky se rozvíjejí podobně jako u jiných vilínů v zimním období. Druh pochází z Číny. V České republice je pěstován v různých kultivarech jako okrasný keř.

## Popis
Vilín měkký je opadavý keř dorůstající obvykle výšky 3 až 5 metrů, v domovině i strom až 8 metrů vysoký. Mladé větévky jsou hvězdovitě chlupaté, později olysávající. Pupeny jsou úzce vejcovité, žlutavě plstnaté. Listy jsou okrouhle obvejčité až podlouhlé, 8 až 15 cm dlouhé a 6 až 10 cm široké, se srdčitou, asymetrickou bází a zvlněně zubatým okrajem. Na líci jsou poněkud drsné, roztroušeně hvězdovitě chlupaté, na rubu hustě hvězdovitě chlupaté. Žilnatina je zpeřená, tvořená 6 až 8 páry postranních žilek. Květy jsou vonné, čtyřčetné, oboupohlavné, v úžlabních hlávkovitých květenstvích. Kalich je vytrvalý, asi 3 mm dlouhý. Korunní lístky jsou žluté, nezvlněné, asi 1,5 cm dlouhé. Tyčinky jsou 4, s krátkými, asi 2 mm dlouhými nitkami, a střídají se se sterilními šupinovitými patyčinkami. Semeník je chlupatý, polospodní, srostlý ze 2 plodolistů obsahujících po 1 vajíčku. Kvete od ledna do března. Plodem je dřevnatá tobolka pukající v horní polovině 2 chlopněmi. Plody jsou kulovitě vejcovité, asi 1,2 cm dlouhé, s vytrvalou češulí sahající asi do 1/3 délky tobolky. Semena jsou asi 8 mm dlouhá.

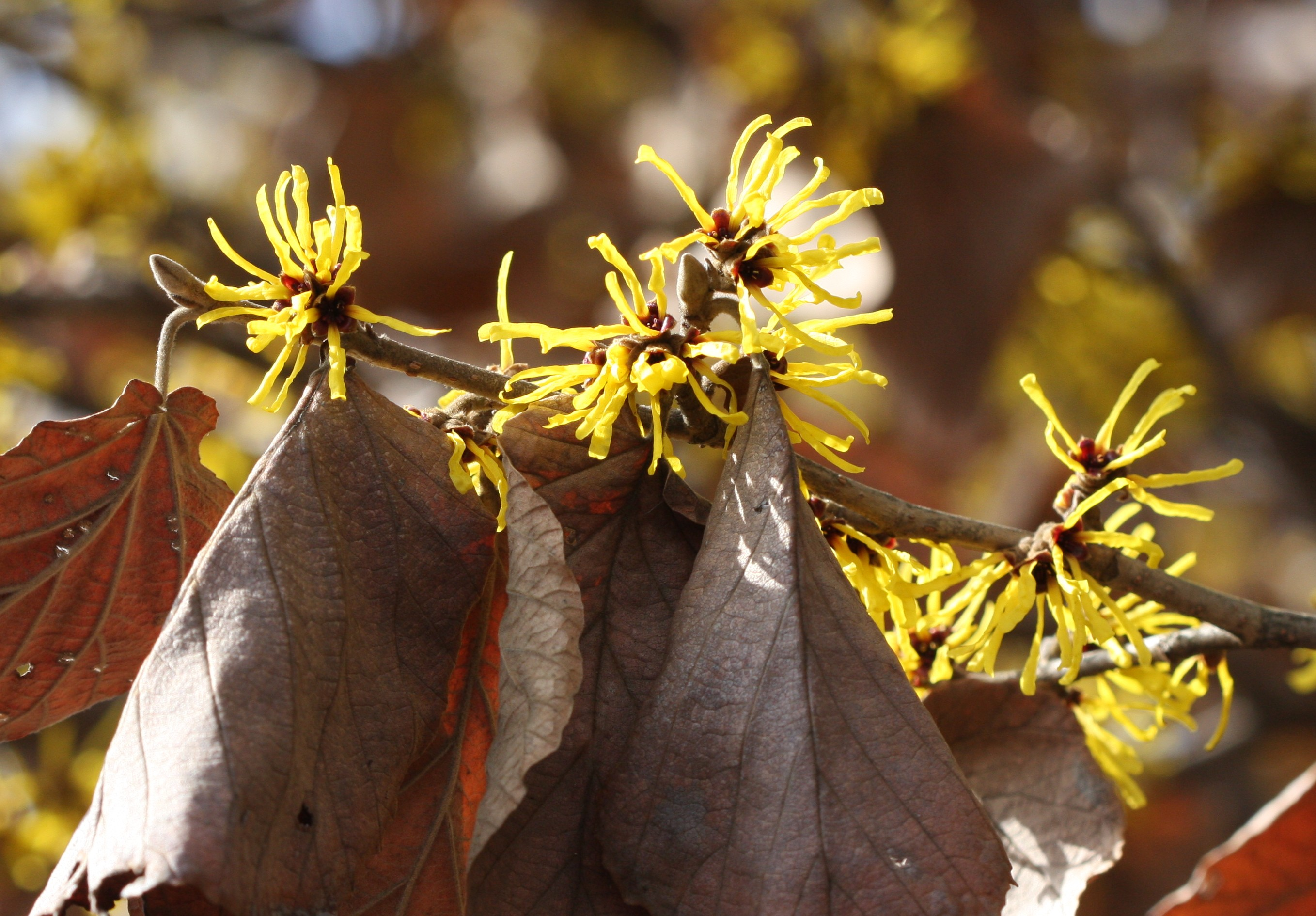
Kvetoucí vilín měkký
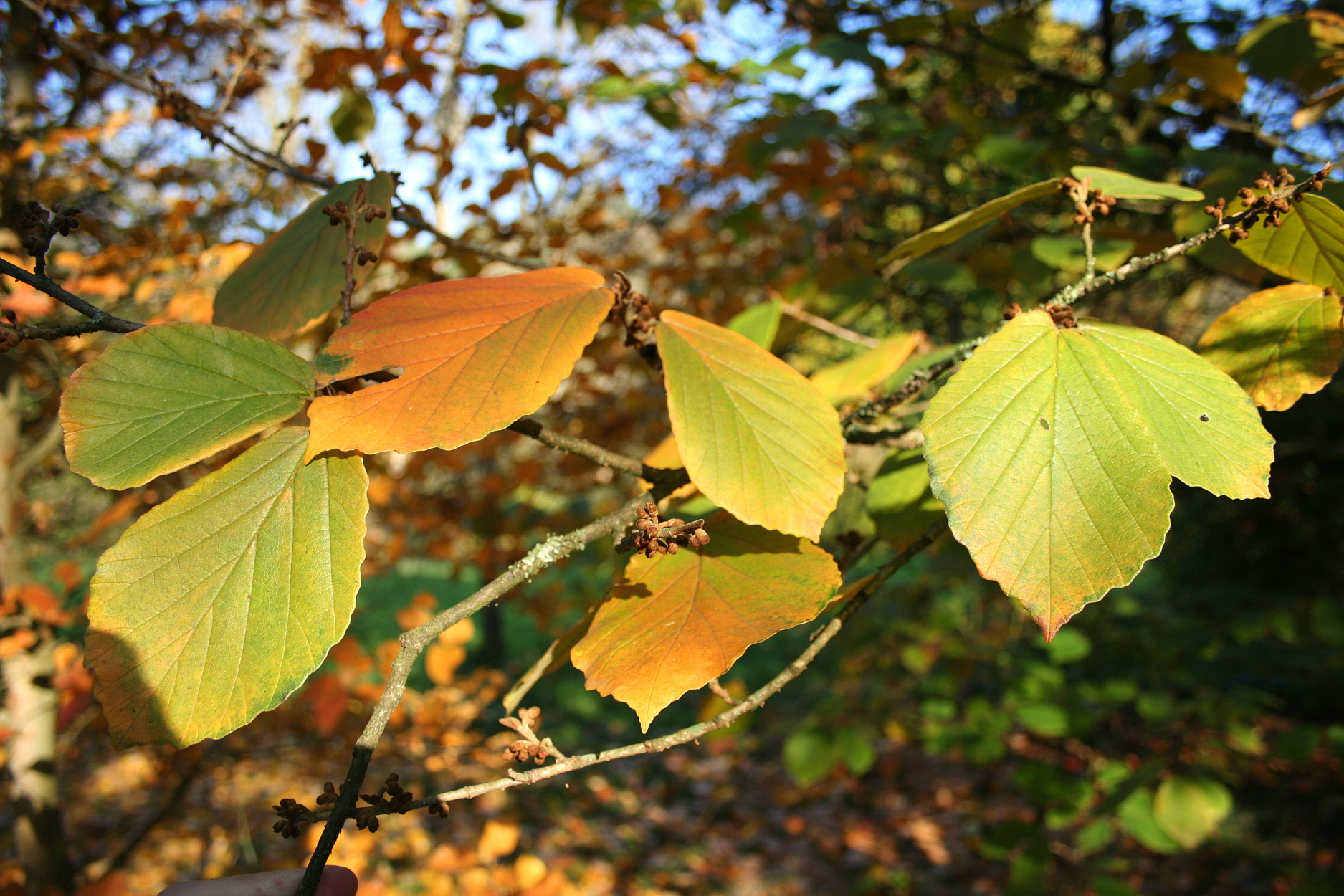
Podzimní olistění
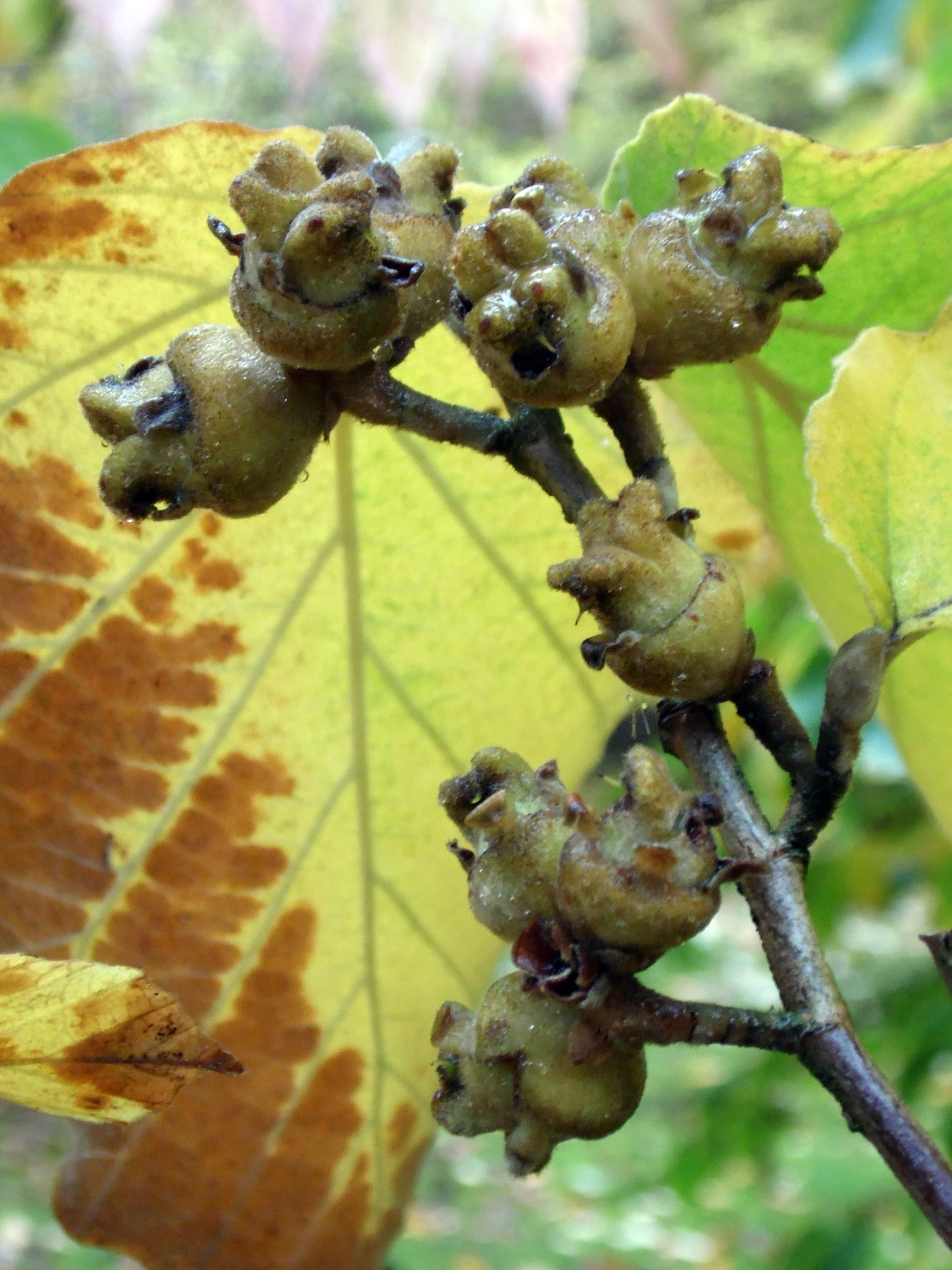
Nedozrálé plody

## Poznávací znaky
Od ostatních vilínů se vilín měkký odlišuje zejména plstnatými listy se srdčitou bází. Okraj korunních lístků je na rozdíl od vilínu japonského a křížence vilínu prostředního nezvlněný. Barva korunních lístků sahá od bledě žluté (kultivar 'Pallida') po temně oranžovou ('Brevipetala')

## Rozšíření
Vilín měkký pochází z Číny. Je rozšířen v provinciích An-chuej, Kuang-si, Chu-pej, Chu-nan, Ťiang-si, S’-čchuan a Če-ťiang. Roste v křovinách a lesích v nadmořských výškách od 300 do 800 metrů.

## Historie
Vilín měkký byl popsán v roce 1887. Do Evropy byl poprvé dovezen koncem 19. století. Z této doby pochází také nejstarší známý kultivar, 'Coombe Wood'.

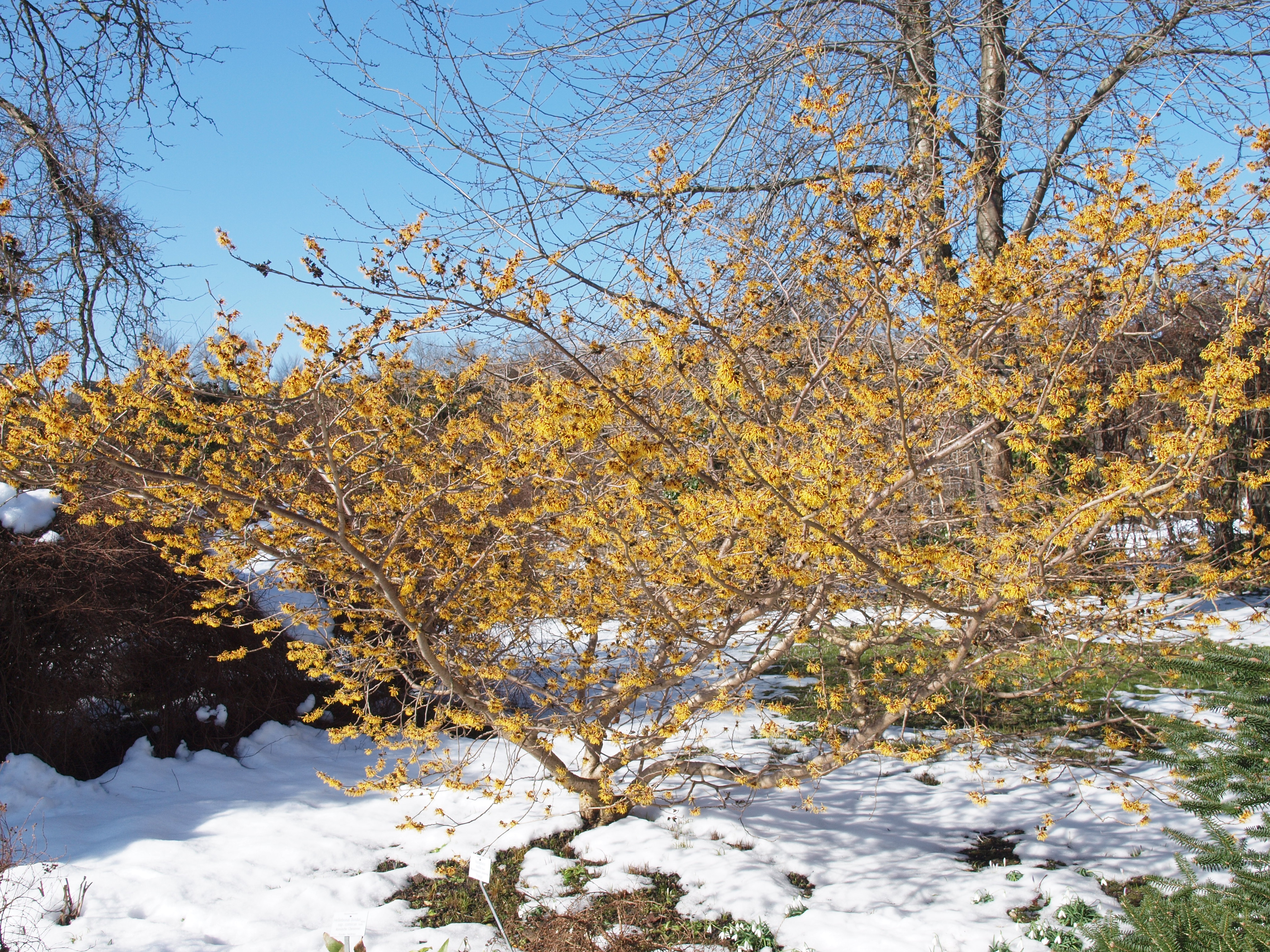
Keř vilínu měkkého

## Význam
Vilín měkký je pěstován v různých kultivarech jako okrasný keř, významný zejména zimním kvetením. Častěji je ovšem pěstován jeho kříženec s vilínem japonským (H. japonica), vilín prostřední (H. intermedia). Z kultivarů vilínu měkkého jsou z českých botanických zahrad a arboret udávány např. 'Brevipetala', 'Coombe Wood', 'Goldcrest', 'Pallida', 'Sunburst' nebo 'Verna'.